# École de guerre économique
Die École de guerre économique (deutsch Schule für Wirtschaftskrieg; abgekürzt EGE) in Paris wurde 1997 von General Jean Pichot-Duclos, Christian Harbulot und Benoît de Saint-Sernin gegründet. Sie ist die erste europäische Institution, die eine Ausbildung für „Angriffs- und Verteidigungsmethoden“ anbietet, mit denen sich die Unternehmen im Kontext der Globalisierung auseinandersetzen müssen.

## Dozenten
Die École de guerre économique wird von Christian Harbulot, Charles Pahlawan (Entwicklung), Bartol Zivkovic (Kommunikation) und Philippe BAUMARD (akademische Forschung) geleitet.
Verschiedenen Referenten aus der Geschäfts-, Wirtschafts-, Intelligenz-, militärischen und zivilen Sektoren halten Vorträge über Informationskonflikt, Strategie oder Einfluss.